# Pardubice
Pardubice (Ausspracheⓘ; deutsch Pardubitz) ist eine Stadt in Tschechien. Sie liegt an der Elbe und ist bekannt für das Pferderennen Pardubitzer Steeplechase. Ihre wichtigste Sehenswürdigkeit ist das im Renaissancestil gebaute Schloss Pardubice. In der Stadt ist die Universität Pardubice angesiedelt.

## Geographie
Die Stadt Pardubice liegt gut 100 km östlich der Hauptstadt Prag an der Einmündung der Chrudimka in die Elbe. Die Stadt befindet sich im Gebiet des Elbe-Tieflandes mit einer durchschnittlichen Meereshöhe von 225 m. Das Gebiet besteht meistens aus Tiefland. Eine Ausnahme stellt der unweite Berg Kunětická hora dar.

## Geschichte

Karte von Stadt und Schloss Pardubitz (um 1760)

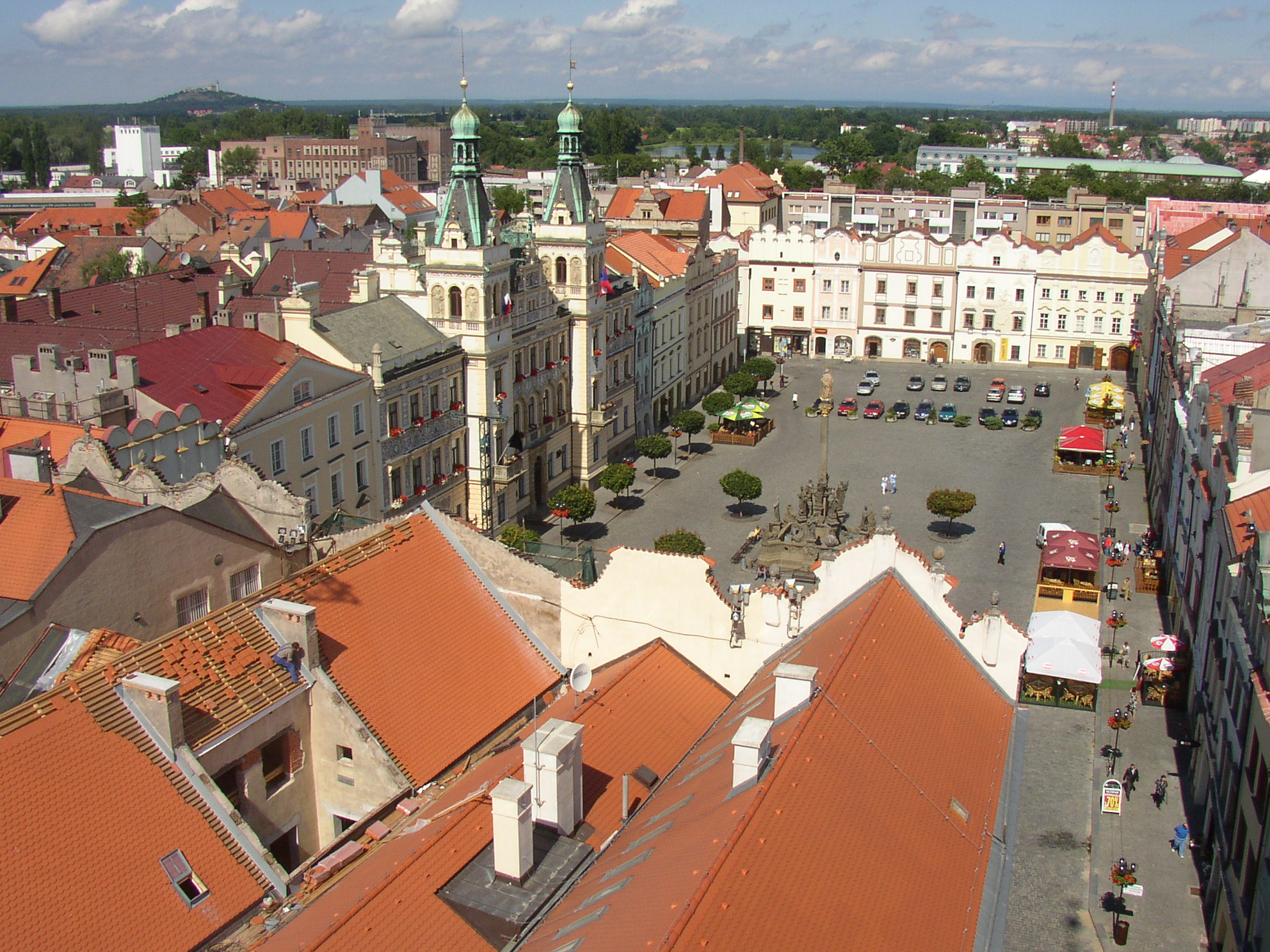
Hauptplatz

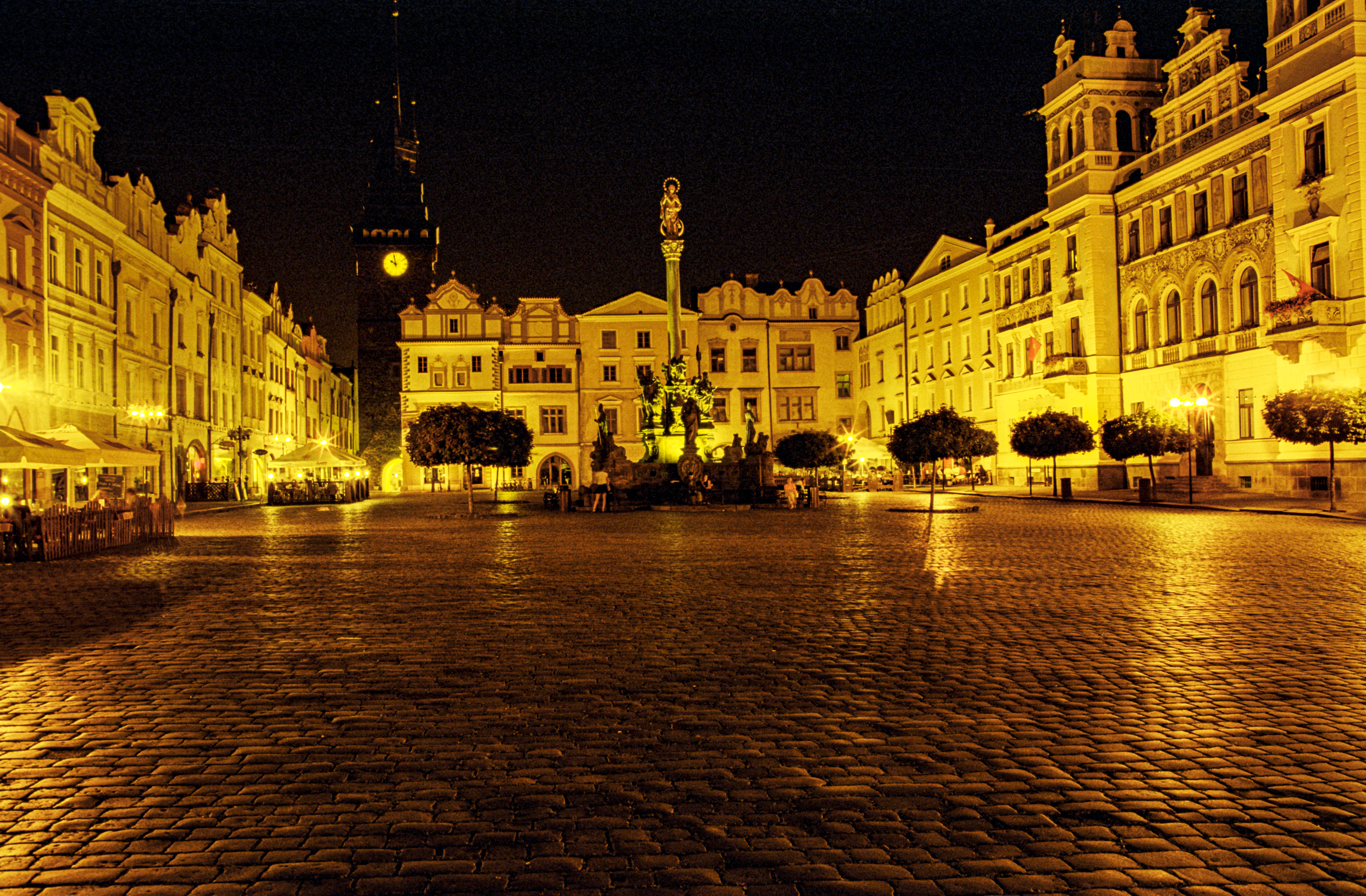
Hauptplatz bei Nacht

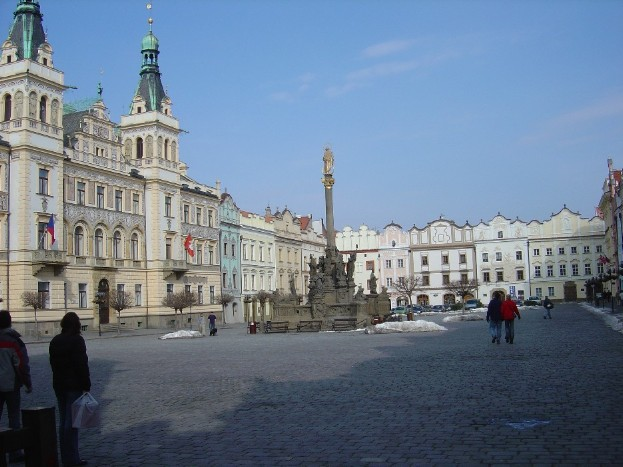
Hauptplatz der Altstadt von Pardubice

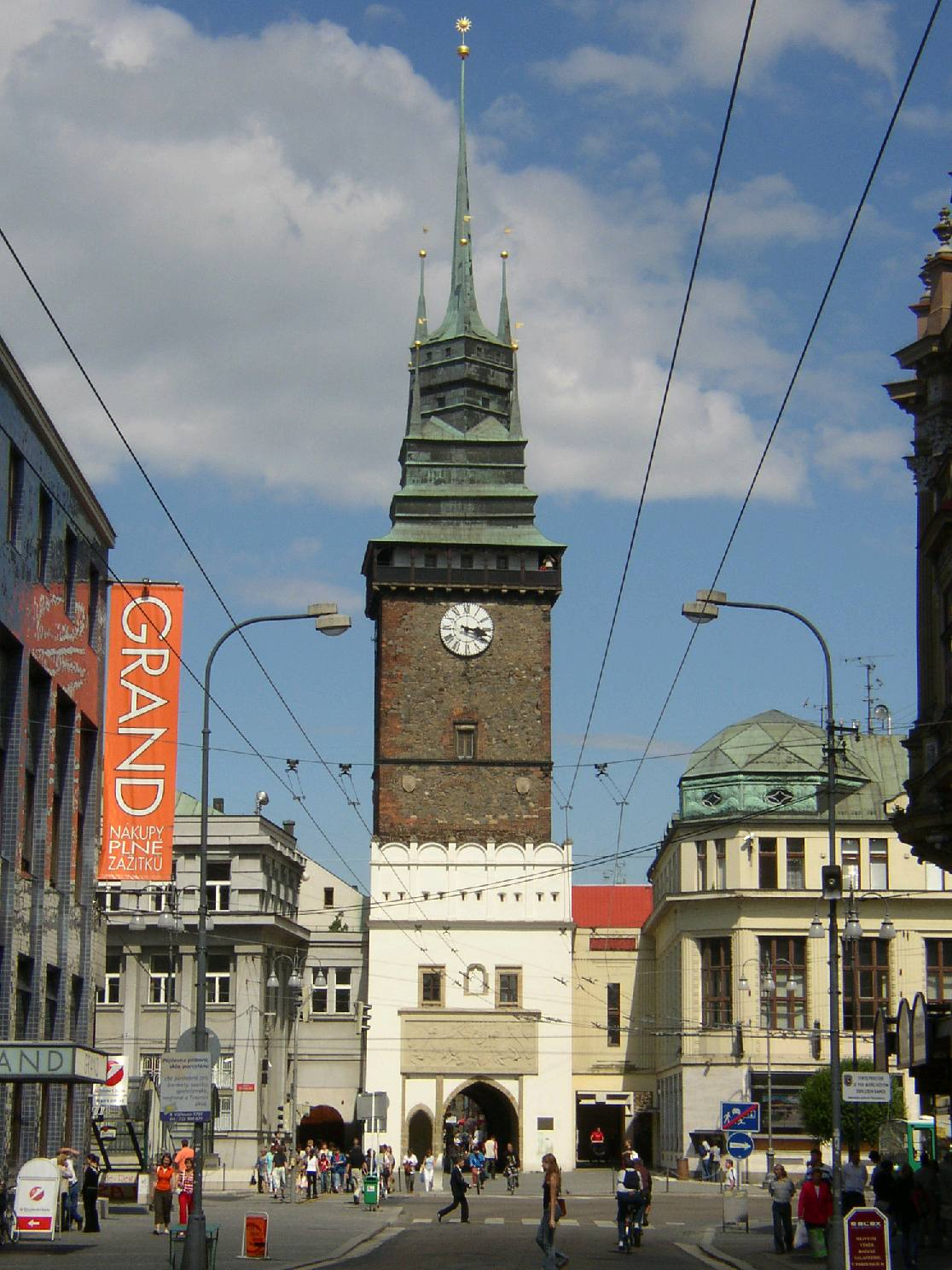
Grünes Tor

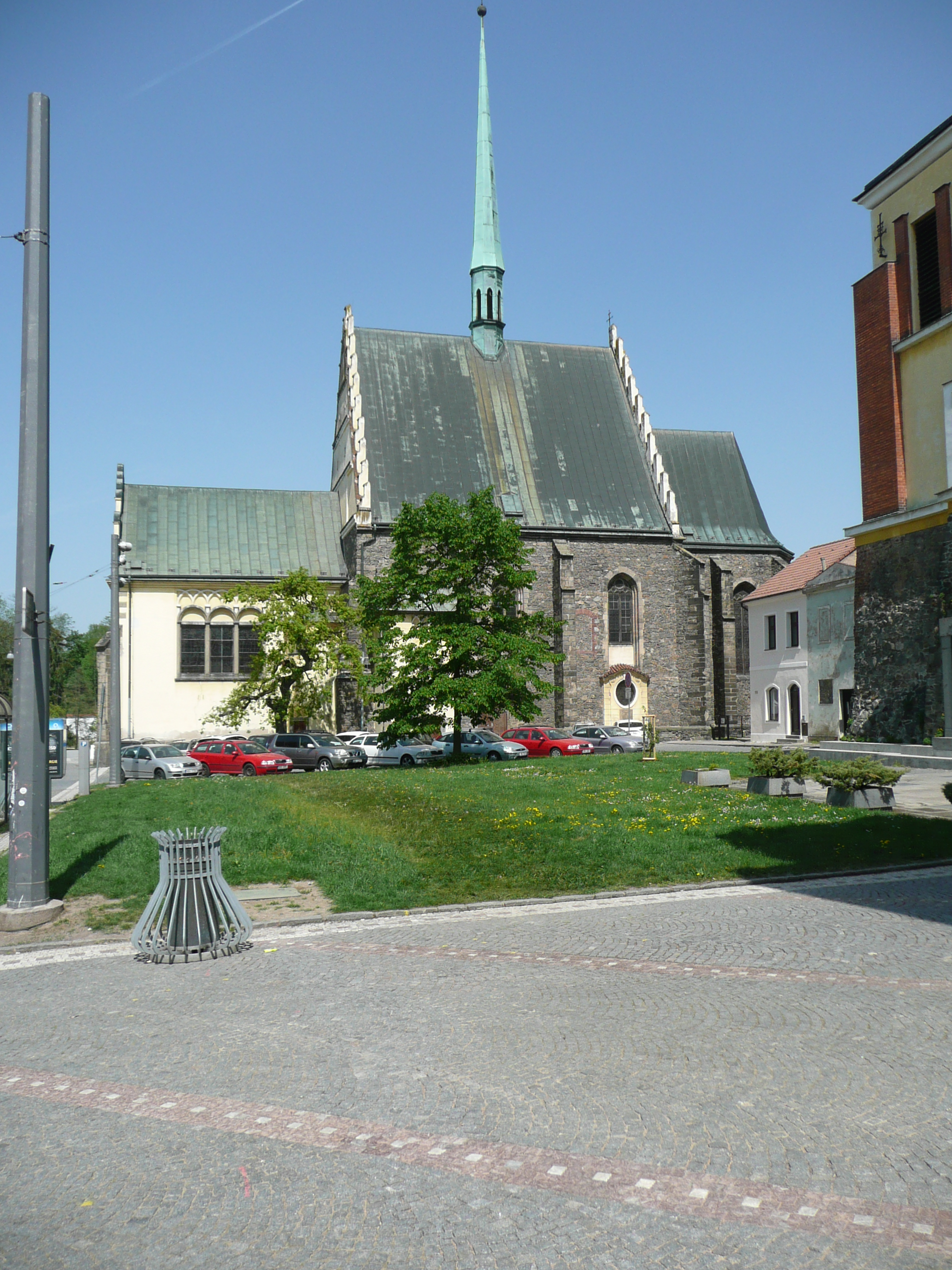
St.-Bartholomäus-Kirche von Pardubice

Pardubice wurde das erste Mal 1295 erwähnt. Damals stand an der Stelle des heutigen Stadtzentrums eine kleine Siedlung um ein Kloster. Vor 1332 erwarb Ernst d. Ä. von Hostin (Arnošt z Hostýně starši) die Siedlung. Zusammen mit seiner Frau Adlička schenkte er 1332 dem Cyriakus-Orden der Kreuzherren mit dem roten Herzen bei der Pardubitzer St.-Bartholomäus-Kirche aus seinem Besitz das Dorf Pardubičky. Vor 1340 erhob er Pardubitz zu Stadt, nach der sich seine Söhne von Pardubitz nannten. Ernst d. Ä. verwendete ausschließlich die Prädikate „de Hostina“ bzw. „de Stará“. Nach seinem Tod 1342 fiel die Herrschaft Pardubitz dem drittältesten Sohn Smil von Pardubitz zu. Da er noch nicht volljährig war, stand er unter der Vormundschaft seines ältesten Bruders, des ersten Prager Erzbischofs Ernst von Pardubitz. Nach Smils Tod 1358 fiel die Herrschaft Pardubitz an den jüngsten Bruder Vilém/Wilhelm. Ihm folgte 1390 dessen Sohn Smil Flaška von Pardubitz, der 1404 starb.
Ab dem Ende des 14. Jahrhunderts wechselten die Eigentümer der Stadt mehrfach, ab 1490 befand sie sich im Besitz der Familie von Pernštejn, die das Schloss errichten ließ. Jaroslav von Pernstein musste Stadt und Schloss 1560 an Kaiser Ferdinand I. verkaufen; ab dieser Zeit war Pardubitz eine königliche Stadt. Verwaltungsmäßig gehörte die Stadt zum Chrudimer Kreis.
Nach der Aufhebung der Patrimonialherrschaften wurde die Stadt zum Sitz des Gerichtsbezirkes Pardubitz. Kaiser Franz Joseph I. verpfändete die k. k. Kameralherrschaft Pardubitz im Jahre 1855 als Staatsschuldverschreibung an die Oesterreichische Nationalbank, die die Herrschaft am 25. Juni 1863 an die k. k. privilegierte Österreichische Credit-Anstalt für Handel und Gewerbe verkaufte. 1866 erwarb der Großindustrielle Heinrich Drasche die Herrschaft. 1868 wurde die Stadt zur Bezirksstadt und Sitz des Bezirkes Pardubitz. Am 18. Juni 1881 kaufte Richard von Drasche-Wartinberg für 2.080.000 Gulden die Grundherrschaften Pardubitz und Kunětická Hora aus der väterlichen Erbmasse. Nach der Gründung der Tschechoslowakei wurden die böhmischen Immobilien Drasche-Wartinbergs am 16. Juni 1919 auf der Grundlage des Gesetzes Nr. 215/1919 Sb über die Beschlagnahme des Großgrundbesitzes enteignet. Von 1920 bis 1927 war Pardubice Sitz einer Gespanschaft (Pardubická župa).
Nach der deutschen Besetzung wurde die Stadt ab 1. September 1939 zum Sitz eines Oberlandratsbezirkes, der die politischen Bezirke Chrudim, Hohenmauth, Leitomischl, Pardubitz und Politschka umfasste. Während des Zweiten Weltkrieges entstanden Pläne zur Erweiterung der Stadt, die ca. 35.000 Einwohner und eine Fläche von 1900 ha hatte, zu einem Gebiets-, Industrie- und Verkehrszentrum Velké Pardubice mit dem Ziel eines künftigen Stadtausbaus zu einer Großstadt. Auf Beschluss des Innenministeriums von 21. September 1943 erfolgte deshalb der Zusammenschluss von Pardubice, Rybitví, Blatnikovská Lhota, Doubravice, Rosice nad Labem, Ohrazenice, Trnová, Staré Hradiště, Svítkov, Popkovice, Staré Jesenčany, Nové Jesenčany, Pardubičky, Nemošice, Studánka und Spojil. Dadurch erweiterte sich das Stadtgebiet auf 6000 ha und die Einwohnerzahl wuchs auf ca. 50.000 an. Im Jahre 1944 wurde die Stadt dreimal bombardiert. Nach dem Ende des Krieges entstanden im Mai 1945 in den zwangseingemeindeten Ortschaften örtliche Nationalausschüsse (MNV); die Eingemeindungen sollten durch freiwillige Zusammenschlussvereinbarungen erhalten werden, da sämtliche während der deutschen Besetzung geschaffenen Gebiets- und Verwaltungsstrukturen per Dekret Nr. 121/1945 Sb. wieder aufgehoben wurden. Nachdem nicht mit allen MNV die gewünschten Vereinbarungen zustande gekommen waren, entschied das Innenministerium am 6. April 1946 über die Beibehaltung von Pardubice, Ohrazenice, Staré Hradiště, Nové Jesenčany, Blatnikovská Lhota, Doubravice, Nemošice, Ohrazenice, Pardubičky, Popkovice, Rosice nad Labem, Rybitví, Spojil, Svítkov, Studánka und Trnová als eine Verwaltungseinheit. Damit wurde Staré Jesenčany wieder eigenständig. Nach dem Februarumsturz von 1948 erfolgte der offizielle Zusammenschluss von Pardubice, Doubravice, Staré Hradiště, Nové Jesenčany, Blatnikovská Lhota, Nemošice, Ohrazenice, Pardubičky, Popkovice, Rosice nad Labem, Rybitví, Spojil, Svítkov, Studánka und Trnová zu einer Gemeinde Pardubice mit den vorstehenden 15 Ortsteilen. Im Zuge der Verwaltungsreform von 1948 wurde die Stadt zum Sitz des Pardubický kraj, von 1960 bis 2000 gehörte sie zum Východočeský kraj mit Sitz in Hradec Králové. Zum 1. Februar 1949 hatte Velké Pardubice 44.337 Einwohner.
Im Juni 1949 erfolgte die Neugliederung der Stadt in neun Stadtbezirke: Pardubice I (Innenstadt), Pardubice II (Karanténa, Skřivánek, Jesničánky, Nové Jesenčany, Nové Nemošice), Pardubice III (Bílé Předměstí, Studánka, Spojil), Pardubice IV (Slovany, Pardubičky, Nemošice), Pardubice V (Přerovsko, Svítkov, Popkovice), Pardubice VI (Rosice nad Labem), Pardubice VII (Rybitví, Blatníkovská Lhotka, Semtín), Pardubice VIII (Trnová, Ohrazenice, Doubravice) und Pardubice IX (Staré Hradiště, Cihelna). Im Jahre 1954 wurde das Projekt Velké Pardubice fallen gelassen; Doubravice, Staré Hradiště (mit Cihelna), Blatnikovská Lhota, Nemošice, Ohrazenice, Popkovice, Rosice nad Labem, Rybitví, Spojil, Svítkov und Trnová wurden wieder eigenständig. Lediglich Nové Jesenčany, Pardubičky und Studánka verblieben als Ortsteile bei der Stadt. Im Jahre 1960 erfolgte die erneute Eingemeindung von Cihelna und Spojil, 1963 von Trnová und Svítkov (mit Popkovice), 1975 von Rosice nad Labem, 1976 von Černá za Bory (mit Drozdice, Mnětice, Staročernsko und Žižín), Semtín (mit Doubravice und Ohrazenice), Dražkovice, Nemošice, und Staré Čívice sowie 1986 von Lány na Důlku (mit Opočínek, Srnojedy und Krchleby). Nach der Samtenen Revolution lösten sich Spojil (1992) und Srnojedy (1994) wieder los und bildeten eigene Gemeinden. Hostovice wurde 2007 eingemeindet.

## Bevölkerungsentwicklung
| Jahr      | 1869   | 1880   | 1890   | 1900   | 1910   | 1921   | 1930   | 1950   | 1961   | 1970   | 1980   | 1991   | 2001   | 2011   | 2021   |
| --------- | ------ | ------ | ------ | ------ | ------ | ------ | ------ | ------ | ------ | ------ | ------ | ------ | ------ | ------ | ------ |
| Einwohner | 13.231 | 16.281 | 18.724 | 25.214 | 32.024 | 36.642 | 42.220 | 50.211 | 65.420 | 79.206 | 92.486 | 94.610 | 90.889 | 90.767 | 89.619 |

## Gemeindegliederung
Die Stadt Pardubice besteht aus 8 Stadtteilen, 27 Ortsteilen und 89 Grundsiedlungseinheiten. Das Stadtgebiet gliedert sich in 20 Katastralbezirke.
| Stadtteil      | Ortsteile                                                                                             | Grundsiedlungseinheiten | Katastralbezirke                                                     |
| -------------- | --- | --- | -------------------------------------------------------------------- |
| Pardubice I    | Bílé Předměstí, Pardubice-Staré Město, Zámek, Zelené Předměstí                                        | Horní polabina, Labská, Ležánka, Na Haldě, Na Spořilově, Na špici, Pardubice-Staré Město, Střed, U kostelíčka, Zámek, Zelené Předměstí, Zimní stadion, Židov                                                               | Pardubice                                                            |
| Pardubice II   | Cihelna, Polabiny                                                                                     | Cihelna, Fáblovka-sever, Fáblovka-východ, Na slepých ramenech, Nová Cihelna, Pardubice-sever, Polabiny I, Polabiny II, Polabiny III, Polabiny IV, Polabiny V, Stavařov                                                     | Pardubice                                                            |
| Pardubice III  | Bílé Předměstí, Studánka                                                                              | Dubina-jih, Hůrka, Na Drážce-východ, Na Drážce-západ, Nová Hůrka, Nový Svět, Osada Hůrka, Pipenec, Sídliště Dubina, Slovany, Studánka, Velký les u Sezemic, Věznice                                                        | Studánka                                                             |
| Pardubice IV   | Bílé Předměstí, Černá za Bory, Drozdice, Mnětice, Nemošice, Pardubičky, Staročernsko, Studánka, Žižín | Černá za Bory, Drozdice, Drozdice-průmyslový obvod, Mnětice, Nemocnice, Nemošice, Pardubičky, Pardubičky-průmyslový obvod, Staročernsko, Studánka-průmyslový obvod, U Jesničánek, U Zámečku-východ, U Zámečku-západ, Žižín | Černá za Bory, Drozdice, Mnětice, Nemošice, Pardubičky, Staročernsko |
| Pardubice V    | Dražkovice, Nové Jesenčany, Zelené Předměstí                                                          | Dražkovice, Dukla, Jesničánky, Na spravedlnosti, Nové Jesenčany, Obchodní a výrobní areál, Pod vinicí, Skřivánek, U krematoria, U Vinice, Višňovka, Zavadilka, Zborovské náměstí                                           | Dražkovice, Nové Jesenčany, Pardubice                                |
| Pardubice VI   | Lány na Důlku, Opočínek, Popkovice, Staré Čívice, Svítkov, Zelené Předměstí                           | Lány na Důlku, Opočínek, Popkovice, Průmyslová zóna Staré Čívice, Staré Čívice, Svítkov, Svítkov-průmyslový obvod, Za závodištěm, Zadní polabina, Závodiště, Zelenobranská dubina                                          | Lány na Důlku, Opočínek, Popkovice, Staré Čívice, Svítkov            |
| Pardubice VII  | Doubravice, Ohrazenice, Rosice, Semtín, Trnová                                                        | Doubravice, Fáblovka-západ, Kréta, Nová Trnová, Obchodní zóna Trnová, Ohrazenice, Prutina, Rosice, Semtín-jih, Semtín-sever, Trnová, U Polabin IV                                                                          | Ohrazenice, Rosice nad Labem, Semtín, Trnová                         |
| Pardubice VIII | Hostovice                                                                                             | Hostovice | Hostovice u Pardubic                                                 |

## Veranstaltungen
Seit 1874 wird jährlich (meist Mitte Oktober) das bekannte Pferderennen Velká Pardubická (Pardubitzer Steeplechase) durchgeführt, das härteste Galopprennen auf dem europäischen Kontinent.
In den Jahren 2006 und 2010 fanden die Europameisterschaften der Jungen Reiter Vielseitigkeit in Pardubice statt. Des Weiteren findet jährlich im Juli die Amateur-Europameisterschaft im Schach in der Eishalle mit über 1700 Teilnehmern statt.

## Wirtschaft
Pardubice ist ein Industriezentrum mit chemischer, elektrotechnischer und Maschinenindustrie (Synthesie Pardubice), der Herstellerfirma des Sprengstoffs Semtex (Explosia Semtin), der zu Unipetrol gehörigen Raffinerie PARAMO a.s. der elektrotechnischen taiwanesischen Firma Foxconn, der Automobilzulieferer Kiekert (im ca. 10 km entfernten Prelouc) und Panasonic, einer Produktionsstätte der Andrew Corporation.
Betriebe der chemischen Industrie sind die Firmen Paramo und Explosia-Synthesia, die in Pardubice-Semtín als eine Firma für Sprengstoff gegründet wurde. Insbesondere in den 1960er Jahren erlebte dieses Gebiet sowie auch die Fabrik Synthesia einen Aufschwung. Synthesia, a.s. gehört heute zu den führenden tschechischen Gesellschaften in der Produktion von Zellulose, Pigmenten und Farbstoffen sowie von organischen Verbindungen. Synthesia ist auch ein Exporteur insbesondere in die EU-Länder und wird auch mit der Erfindung des Sprengstoffs Semtex verbunden. Paramo ging aus der 1889 gegründeten Fabrik Fanto
hervor. Paramo war bis 2012 eine der größten Gesellschaften ihrer Art in der Republik, jedoch im Verlauf des Jahres entschied der Aktionär über eine Senkung der Produktion und die Zukunft von Paramo ist unsicher.
Im Werk der Explosia Semtin kam es 2011 zu einer Explosion mit 4 Toten und mehreren Verletzten und 2019 wieder zu Verletzungen durch ein Explosionsunglück.

## Kulturdenkmäler
Das historische Stadtzentrum mit zahlreichen Renaissancehäusern und sehenswerten Baudenkmalen wurde 1964 zum städtischen Denkmalreservat erklärt.

### Sehenswürdigkeiten
- Schloss mit dem Ostböhmischen Museum
- Grünes Tor (Zelená brána) oder Prager Tor mit den Überresten der Stadtbefestigung
- Pernstein-Platz (Ring) mit
  - Rathaus
  - Mariensäule (Pestsäule)
  - Jonas-Haus (Dům U Jonáše)
  - Haus zum Weißen Pferd (Dům U Bílého koníčka)
  - Haus zum Goldenen Schaf (Dům U Zlatého beránka)
  - Österreicher-Haus (Oesterreicherův dům)
  - Werner-Haus
  - Europa-Haus
- St.-Bartholomäus-Kirche
- Kirche Mariä Verkündigung
- Kirche Mariä Schmerzen
- Kirche des Hl. Johannes des Täufers
- Stadttheater
- Steinvilla (Kamenná vila)
- Automatische Mühlen (Winternitz-Mühlen)
- Krematorium

1995 entstand das Eisenbahnmuseum Rosice nad Labem.

## Bildungswesen
Die Universität Pardubice hat sieben Fakultäten und ein Hochschulinstitut – das Zentrum für Materialforschung. An der Universität studieren 10.500 Studenten in 66 Studienprogrammen mit fast 130 Fächern. Neben der Lehre partizipiert die Universität u. a. auch an wissenschaftlichen und Forschungstätigkeiten. Die Studenten können aus den Bachelor-, Magister- bzw. Doktorstudienprogrammen auswählen.

## Verkehrsinfrastruktur

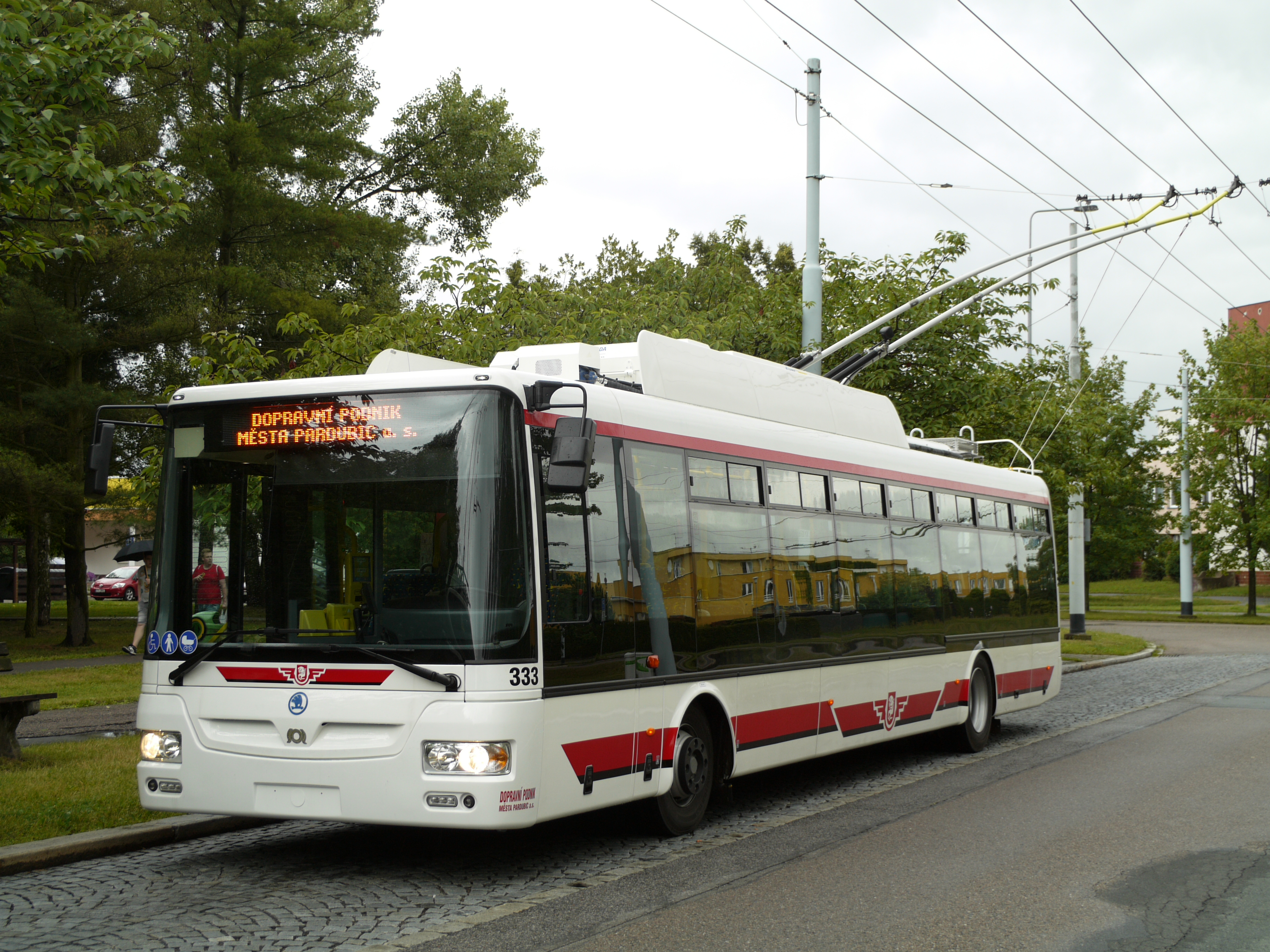
Oberleitungsbus Škoda 30Tr SOR (2016)

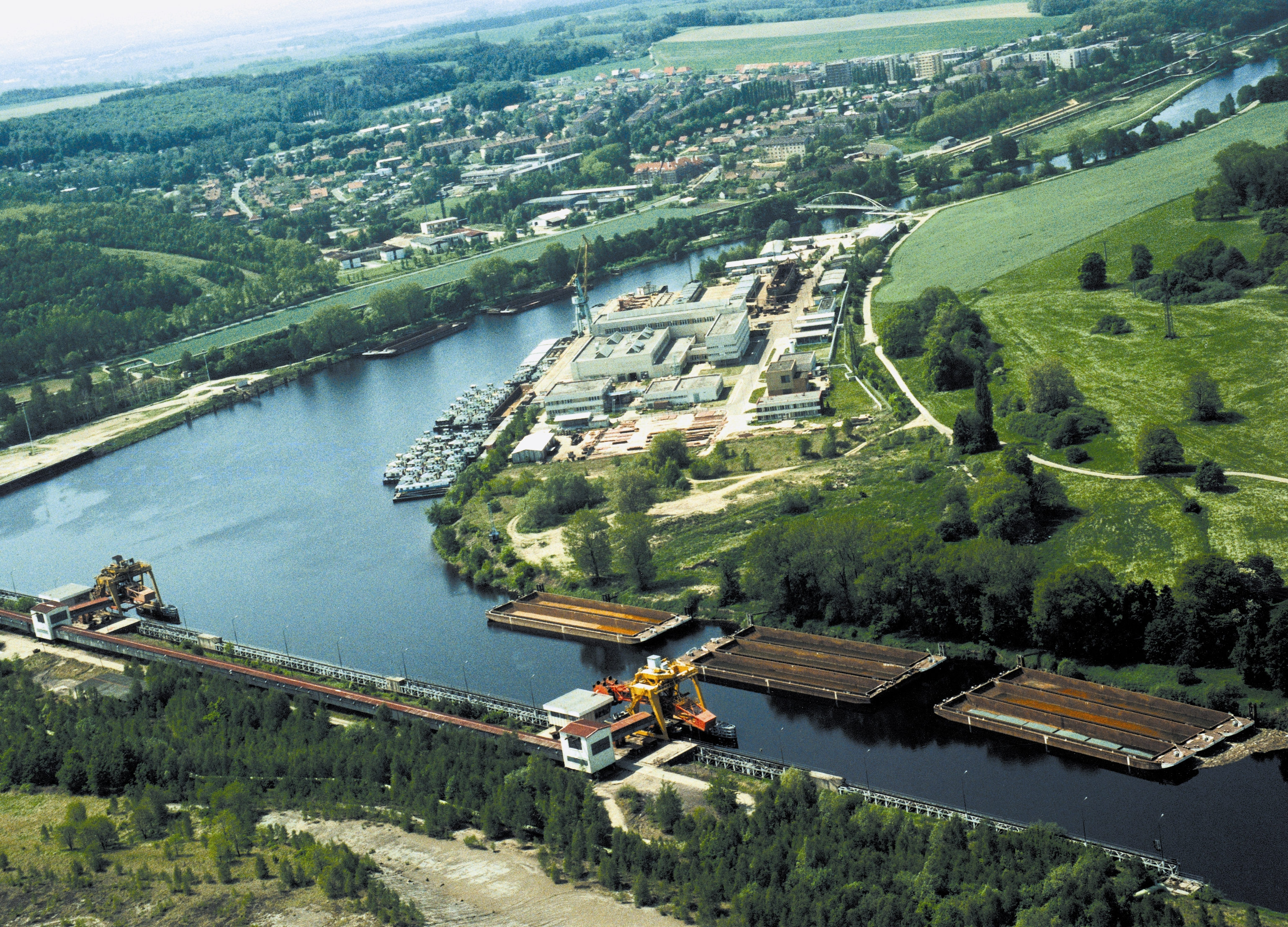
Hafen Chvaletice, heute das vorläufige obere Ende der Elbschifffahrt

- Pardubice liegt an der Bahnstrecke Česká Třebová–Praha im Zuge des Paneuropäischen Verkehrskorridors IV und des TEN-Korridors Nr. 22. Außerdem zweigt hier eine Strecke in nördlicher Richtung nach Hradec Králové und Liberec ab.
- Rund 20 km nördlich von Pardubice verläuft die Autobahn D11, die Prag mit Hradec Králové verbindet und noch in Richtung Riesengebirge und nach Südpolen verlängert werden soll.
- Im Südwesten der Stadt, im Stadtteil Popkovice, befindet sich ein öffentlicher internationaler Flughafen, der zunächst als Militärflugplatz entstanden war, seit wenigen Jahren jedoch im Mischbetrieb sowohl zivil als auch militärisch genutzt wird[18]. Bis zum Jahr 2006 flogen nur Chartergesellschaften den Flugplatz an; seit 2007 bestehen neben dem sommerlichen Charterverkehr auch regelmäßige Flugverbindungen nach Moskau und Sankt Petersburg[19].
- Die städtischen Verkehrsbetriebe (DPMP = Dopravní podnik města Pardubic) betreiben ein umfassendes Netz von Trolleybussen und Omnibussen.
  - Der Einsatz von Oberleitungsbussen in Pardubice begann im Jahr 1952 mit einer einzigen Linie.[20] Im Jahr 2018 sind die Trolleybusse auf 11 Linien unterwegs.[21] Zum Einsatz kommen mehr als 50 Fahrzeuge. Auf der Grundlage verschiedener Fahrzeugtypen verschiedener Hersteller erhielten alle ihre elektrische Ausrüstung von Škoda.[22]
  - Omnibusse verkehren im Linienverkehr seit 1950.
- Pardubice ist der oberste Ort, bis zu dem die Elbe schiffbar ist[23][24] (nach anderen Angaben bis kurz unter Pardubice[25]).

## Sport
Der Eishockeyclub HC Dynamo Pardubice spielt in der Extraliga und gewann in den Jahren 1972/73, 1986/87, 1988/89, 2004/05, 2009/10 und 2011/12 den Meistertitel. Der Club spielt in der enteria arena (früher Duhová Aréna). Das erste Eishockeyspiel in Pardubice fand auf dem See Matiční jezero im Jahre 1913 statt und der erste Eishockeyclub unter dem Namen LTC Pardubice wurde im Jahre 1923 gegründet. Im Jahre 2011 wurde Pardubice durch den unter freiem Himmel ausgetragenen Extraliga-Wettkampf gegen Kometa Brno bekannt.
Das Pardubitzer Steeplechase (Rennen) Velká Pardubická gilt als das schwierigste Pferderennen in Europa und als das zweitschwierigste auf der Welt. Es findet seit 1874 jeden Herbst auf der Pferderennbahn statt. Der berühmteste Jockey ist Josef Váňa, der dieses Rennen mehrmals gewann. Der erste Sieger des Pardubitzer Steeplechase war der Hengst Fantome. Die Pferderennbahn misst 6.900 Meter und zählt 31 Hindernisse. Die Pferde schaffen das Rennen innerhalb von 10 Minuten.
Der Goldene Helm (Zlatá přilba) der Stadt Pardubice ist ein alljährliches Prestige-Speedway-Rennen. Das erste Rennen wurde im Jahre 1929 gefahren und macht den Goldenen Helm zum ältesten Speedway-Rennen auf der Welt. Das Rennen hat eine internationale Besetzung der Teilnehmer aus Polen, Deutschland, Dänemark, Niederlanden, England und den USA.
Auch Basketball hat in der Stadt einen hohen Stellenwert. Der BK Pardubice spielt in der höchsten Basketball-Liga Tschechiens, der Mattoni NBL und nimmt regelmäßig am Europapokal teil. Im Land gehört es zu den erfolgreichsten Clubs. Für Pardubice spielte auch Jiří Welsch, der in der nordamerikanischen NBA aktiv war.
Die Czech Open sind das größte Schachturnier auf der Welt. Außer Schach wird hier auch Scrabble, Bridge, Poker und Marías gespielt. Die Schirmherrschaft über das Festival übernahmen im Jahre 2011 der Präsident der Tschechischen Republik Václav Klaus, der Hauptmann der Region Pardubice Radko Martínek und die Oberbürgermeisterin der Stadt Pardubice Štěpánka Fraňková.
Das Tennis-Turnier Pardubická juniorka ist die tschechische Meisterschaft für den älteren Nachwuchs. Sie findet seit 1926 auf den Tennisplätzen des LTC Pardubice statt. Zu den Gewinnern zählen Ivan Lendl, Martina Navratilova, Petra Kvitová und Tomáš Berdych.
Fußball spielt in der Stadt im Vergleich mit anderen Sportarten eine untergeordnete Rolle. Der 1960 aufgelöste SK Pardubice war in der damaligen Tschechoslowakei (1937/38 und 1938/39) und anschließend im Protektorat Böhmen und Mähren (1939–1944) sowie in der Nachkriegssaison 1945/46 erstklassig. Im Jahr 2012 gelang dem FK Pardubice der Aufstieg in die 2. Liga. Seit der Saison 2020/2021 spielt der FK Pardubice in der höchsten Tschechischen Fußballliga.

## Persönlichkeiten

### Söhne und Töchter der Stadt
- Radek Baborák (* 1976), tschechischer Musiker und Hornist
- Miloslav Beutler (1897–1964), tschechischer Medailleur
- Otto Brill (1881–1954), Chemiker, Industrieller und Kunstsammler
- Jaroslav Brož (1950–1975), Weitspringer
- František Černý (1861–1940), Kontrabassist, Komponist und Musikpädagoge
- Jiří Crha (* 1950), tschechoslowakischer Eishockeytorwart
- Lucie Faulerová (* 1989), tschechische Schriftstellerin
- Gustav Gaertner (1855–1937), österreichischer Arzt und Pathologe
- Jiří Gruša (1938–2011), Schriftsteller und Diplomat
- Dominik Hašek (* 1965), tschechischer Eishockeytorhüter
- Martin Hašek (* 1969), tschechischer Fußballspieler
- Ota Janeček (1919–1996), tschechischer Illustrator, Maler, Graphiker
- Jan Kašpar (1883–1927), tschechischer Ingenieur und erster Flugzeugkonstrukteur und Pilot in Tschechien
- Jiří Kaufman (* 1979), tschechischer Fußballspieler
- Johann Franz Freiherr Kempen von Fichtenstamm (1793–1863), österreichischer Offizier und Gründer der Gendarmerie
- Joseph Ritter von Kerzl (1841–1919), Leibarzt von Kaiser Franz Joseph I.
- Paul Albert Kopetzky (1885–1944), Architekt
- Viktor von Kraus (1844–1923), österreichischer General der Kavallerie
- Bohumil Kubrycht (1886–?), Radrennfahrer
- Ivan Kupčík (1943–2022), Kartografiehistoriker
- Emil Artur Longen (1885–1936), tschechischer Regisseur, Dramaturg, Maler, Autor
- Tomáš Martinec (* 1976), deutsch-tschechischer Eishockeyspieler
- Vilém Mathesius (1882–1945), Linguist, Historiker und Anglist
- Waldemar Fibigr (1966–2022), Kanute
- Radka Maxová (* 1968), Politikerin
- František Musil (* 1964), Eishockeyspieler
- Tomáš Nosek (* 1992), Eishockeyspieler
- Ladislav Pazdera (* 1989), Gitarrist und Komponist
- Jiří Poner (* 1964), Eishockeyspieler
- Adam Ptáčník (* 1985), Bahnradsportler
- Roman Řehounek (* 1961), Radrennfahrer
- Martin Sekera (* 1971), deutsch-tschechischer Eishockeyspieler
- Alois Švehlík (1939–2025), Schauspieler und Synchronsprecher
- Michal Sýkora (* 1973), Eishockeyspieler
- Otakar Trnka Freiherr von Laberon (1871–1919), tschechisch-österreichischer Beamter und Minister
- Božena Viková-Kunětická (1862–1934), tschechische Schriftstellerin und Politikerin
- Karel Vohralík (1945–1998), tschechoslowakischer Eishockeyspieler
- Lukáš Wagenknecht (* 1978), tschechischer Ökonom, Auditor und Politiker
- Jiří Welsch (* 1980), Basketball-Nationalspieler
- Johann Nikolaus von Wilmowsky (1801–1880), deutscher Domkapitular, Archäologe und Historiker

### Persönlichkeiten, die im Ort wirkten
- Jiří Bartoška (1947–2025), tschechischer Schauspieler, verbrachte hier seine Jugend
- Vojtěch Cach (1914–1980), tschechischer Schriftsteller und Dramatiker
- Jan Gebauer (1838–1907), tschechischer Sprachwissenschaftler und Literaturhistoriker unterrichtete an der Realschule
- Vladimír Páral (* 1932), tschechischer Schriftsteller, studierte hier Chemieingenieurwissenschaften

## Städtepartnerschaften
Pardubice listet folgende fünfzehn Partnerstädte auf:
| Stadt                | Land                   | seit | Typ                |
| -------------------- | ---------------------- | ---- | ------------------ |
| Bełchatów            | Polen                  | 2013 | Städtefreundschaft |
| Çanakkale            | Türkei                 | 2012 | Partnerstadt       |
| Doetinchem           | Niederlande            | 1992 | Partnerstadt       |
| East Lothian         | Vereinigtes Königreich |      | Städtefreundschaft |
| Golegã               | Portugal               |      | Städtefreundschaft |
| Jerez de la Frontera | Spanien                |      | Städtefreundschaft |
| Meran                | Italien                | 2000 | Partnerstadt       |
| Pernik               | Bulgarien              | 2008 | Partnerstadt       |
| Rosignano Marittimo  | Italien                | 1965 | Partnerstadt       |
| Schönebeck           | Deutschland            | 1993 | Partnerstadt       |
| Selb                 | Deutschland            | 1991 | Partnerstadt       |
| Sežana               | Slowenien              |      | Städtefreundschaft |
| Skellefteå           | Schweden               | 1968 | Partnerstadt       |
| Vysoké Tatry         | Slowakei               | 2004 | Städtefreundschaft |
| Waregem              | Belgien                | 2008 | Städtefreundschaft |

## Trivia
Bernhard Horstmann, alias Stefan Murr, hat große Teile seines Romans Bis aller Glanz erlosch in Pardubice und Umgebung angesiedelt; der Roman beschreibt den Lebenslauf des Edgar Jiří Cherček, Sohn eines fiktiven tschechischen Rüstungsfabrikanten aus Pardubice, zur Zeit der Habsburgermonarchie, der Tschechoslowakischen Republik und im Zweiten Weltkrieg.